# Мельница Бродского
Ме́льница Бро́дского — крупнейшее мукомольное предприятие, существовавшее в Киеве в 1857—1920 годах. Единственное сохранившееся доныне здание — бывший элеватор на ул. Боричев спуск — в течение XX века являлось доминирующим в застройке Почтовой площади.

## История предприятия
В первой половине XIX века на месте мельницы Бродского (современный квартал Подола между улицами Боричев спуск, Набережно-Крещатицкая, Сагайдачного и Игоревская) находились частные усадьбы, крупнейшая из которых принадлежала Переяславской епархии. Здесь устраивались временные склады для товаров, привозимых судами по Днепру. Впоследствии участок здесь приобрёл купец 1-й гильдии, киевлянин курляндского происхождения Андрей-Анс Глезер.
В ноябре 1855 г. Глезером и компаньонами — учителем-курляндцем Генрихом Гауптом и австрийцем Иосифом Вальнером, владельцем типографии — было подано прошение Киевскому военному, Подольскому и Волынскому генерал-губернатору князю И. И. Васильчикову. В прошении предприниматели указывали на факты недостатка мукомольных мельниц в окрестностях Киева и, как следствие, рост цены на муку несоразмерно цене зернового хлеба. Место, выбранное ими для постройки мельницы было весьма удобным, так как предполагалось подвозить зерно и увозить муку по Днепру. Просители пожелали также исходатайствовать им право на десятилетнюю монополию в содержании в Киеве паровой мельницы.
После Крымской войны Российская империя находилась в относительном упадке, что сказалось и на повышении цен на хлеб, поэтому власти оценили инициативу предпринимателей и оказывали им содействие. Генерал-губернатор выразил неодобрение губернской строительной и дорожной комиссии, которая излишне придиралась к содержанию мельничной усадьбы, помог Глезеру на таможне получить прибывшее из Вены оборудование. В десятилетнем исключительном праве, однако, им было отказано, поскольку по закону такая привилегия могла быть дана только для использования новых изобретений, паровая мельница же новым изобретением не являлась. Как в содействии строительству предприятия, так и в отказе на монопольное право киевские власти исходили из интересов потребителя и благоприятствовали восстановлению экономики региона.
В 1856—1857 годах на углу ул. Игоревской и Набережно-Крещатицкой было построено трёхэтажное здание мельницы, рядом — все необходимые строения: отделение для паровой машины, кузница, колодец и другие.
В 1860 г. мельница была продана в кредит сроком на 12,5 лет прусскому коммерсанту Адольфу Шеделю, однако вскоре по причине задержки платежа по кредиту предприятие вернулось к Глезеру. В мае 1864 г. А. Глезер скоропостижно скончался, после чего последовала длительная тяжба за наследство, не способствующая развитию предприятия. В 1868 году мельница была продана с аукциона супруге прусского подданного Амалии Шедель, а в апреле 1870 г. перешла к одному из основателей известной династии сахарозаводчиков И. Бродскому, затем к его сыну Л. Бродскому.
Новые владельцы приобрели соседние участки и территория мельницы была расширена до улицы Боричев спуск. В 1888 г. на Набережно-Крещатицкой сооружён новый четырёхэтажный корпус, что позволило существенно увеличить мощность предприятия. Но в октябре 1891 г. из-за возгорания подшипника в зерноочистительном отделении случился пожар, убытки от которого составили около 500 000 рублей. Для восстановления производства в 1892 г. было создано «Акционерное общество Киевской паровой мукомольной мельницы», учредителями его стали Лазарь Бродский, его младший брат Лев Бродский, зять Юлий Дрейфус-Бродский и князь Вячеслав Тенишев, основной капитал предприятия составил 1,5 миллиона рублей. В 1895 году для покрытия расходов на строительство Общество реализовало акции на сумму миллион рублей. Производство было быстро восстановлено. Новый главный корпус стал уже пятиэтажным, он расположился на углу улиц Набережно-Крещатицкой и Боричева Спуска, за ним построены паровое и машинное отделения, а на Боричевом Спуске возведён кирпичный элеватор с тремя деревянными башнями. Строительство велось под руководством инженера А. Эйхенвальда. После расширения предприятие стало одним из крупнейших в Российской империи, производительность мельницы достигла 2—3 миллионов пудов в год. В 1904 г. Лазарь Бродский скончался, и акционерному обществу было присвоено его имя — «Общество паровой мукомольной мельницы в г. Киеве „Лазарь Бродский“».
14 (27) — 15 (28) июля 1906 г. случился новый разрушительный пожар, который начался на складе мешков, а затем перекинулся на деревянные башни элеватора. Пожар был настолько сильным, что пароходы, стоящие у пристани были вынуждены отойти к Труханову острову, пострадала и конюшня станции почтовых дилижансов, находящаяся на другой стороне улицы. Элеватор полностью сгорел, погибли запасы зерна и муки. Предприятие было застраховано у шести различных обществ, и сразу же начались работы по восстановлению. В 1907 г. под руководством инженера Ч. Волькенштейна построен новый элеватор ёмкостью 1 миллион пудов, в 1909 к нему добавлено двухэтажное зернохранилище (архитектор А. Краусс). Недостатком предприятия была труба паровой машины, которая дымила на весь Подол, и в 1912 г. начались работы по переводу мельницы на бездымную дизельную энергетику. Дизель-моторная станция разместилась в корпусе, построенном по проекту архитектора А. М. Вербицкого. В 1914—1915 годах мельница имела паровой и три дизельных двигателя общей мощностью 1750 л. с., от гавани с направления Игоревской улицы был проложен рельсовый путь, на предприятии работало 185 человек.
Условия труда рабочих на мельнице были весьма тяжёлыми, их описывает в своих мемуарах Лазарь Каганович, который некоторое время работал здесь грузчиком. Рабочий день длился 12 часов, грузчики таскали пятипудовые мешки по ненадёжным деревянным мосткам, часто травмировались. Каганович организовал подачу официального протеста администрации предприятия, однако в результате он и ещё около 10 грузчиков были уволены.
Писатель Шолом-Алейхем в автобиографической повести «С ярмарки» описал своё посещение мельницы Бродского.
Во время гражданской войны предприятие продолжало действовать, пока постройки не уничтожил очередной пожар в 1920 г., руины главного корпуса были разобраны только в 1930-х.

## Сооружения
Известны два здания, уцелевших после пожара 1920 года.
Одно из них — бывший корпус дизельно-моторной станции, построенный в 1912—1914 годах архитектором А. М. Вербицким. Станция возведена на месте парового машинного отделения с целью уменьшить выброс дыма, имела три дизельных установки общей мощностью 1000 л.с., установленных на пробковые подушки для уменьшения вибрации. Фасады здания оформлены в модернизированном романо-готическом стиле. После Великой Отечественной войны здание использовалось в качестве общежития, принадлежало заводу «Электроприбор». Тогда же к общежитию был пристроен новый фасад на месте примыкания к разрушенному главному корпусу мельницы Бродского, старую архитектуру можно было увидеть со двора. Несмотря на то, что здание находилось в «Своде памятников истории и культуры г. Киева», в 2005 году оно было снесено. На его месте сооружено новое громоздкое здание коммерческой гостиницы (улица Набережно-Крещатицкая, 1), нарушившее масштабные соотношения в застройке площади.
Другое — здание элеватора, которое в Киеве обычно и называют «мельницей Бродского». Оно построено в 1907 году по проекту инженера Ч. Волькенштейна под наблюдением архитектора В. Бессмертного. Бывший элеватор представляет собой массивное, монументальное здание в духе средневековой каменной базилики с башней. Внутреннее пространство было разделено перекрытиями на семь этажей. В советское время здание использовалось под зернохранилище, складские помещения, были проекты переоборудования его под ломбард, дворец спорта «Спартак». В 1970 году здание передано Министерству культуры УССР и в нём обустроено книгохранилище библиотеки имени КПСС (ныне Национальная парламентская библиотека Украины). В 1980 году пристроен филиал библиотеки с читальным залом, который был впоследствии снесён вместе с бывшей дизель-моторной станцией. Стена книгохранилища, выходящая на улицу Боричев спуск и Почтовую площадь использовалась для размещения советских плакатов, в настоящее время — для коммерческой рекламы.